# 12820 Робінвільямс
12820 Робінвільямс (12820 Robinwilliams) — астероїд головного поясу, відкритий 11 травня 1996 року.
Тіссеранів параметр щодо Юпітера — 3,273.